# Millene Ramalho
Millene Ramalho  é uma atriz brasileira, natural de Campina Grande. Formada pela CAL, licenciada em Dança pela Faculdade Angel Vianna e pós - graduada em Bens Culturais pela FGV. Estreou na TV na microssérie A Pedra do Reino. Millene morava em Paris, onde fazia cursos de interpretação e de canto quando foi convidada para atuar na microssérie. 
Saiu da cidade natal para estudar Artes Cênicas no Rio quando tinha 18 anos.

## Trabalhos na TV
- 2012 Cheias de Charme - Ticiane
- 2010 Afinal, o Que Querem as Mulheres? - Marcela
- 2007 A Pedra do Reino - Margarida
- 2006 Belíssima -
- 2004 Da Cor do Pecado -

## Curiosidades
- O convite  para interpretar Margarida aconteceu quando ela estava morando em Paris há seis meses. “A Globo tinha meu cadastro e Luiz Fernando Carvalho viu meu vídeo e me chamou. Fui pega de surpresa, pois me preparava para entrar ingressar na Sorbonne. Em uma semana estava na imensidão do sertão”, conta a atriz.
- Sobrinha de Elba Ramalho e criada em uma família de artistas, Millene lembra que nem sempre teve certeza de que rumo seguir na vida. “Fiz dois anos de direito" recorda. "Tive um orientação educacional um tanto firme e vejo o quanto foi importante que tenha sido assim". "Mas venho de uma família de artistas e sentia necessidade fazer algo ligado a criação. Desde de adolescente eu criava minhas roupas e após fazer a Cal começaram a me convidar para fazer figurinos de peças.  Cheguei a fazer figurino para três espetáculos".
- “Convivo muito com minha tia, mas considero meu avô, João Nunes, que vai fazer 90 anos, a grande semente artística da minha família.
- Com o fim do trabalho na TV, Millene não pensa em voltar à França. Vou continuar no Rio por algum tempo para realizar dois trabalhos no teatro no segundo semestre. “ Apesar de morar no Rio há nove anos, sempre sinto vontade de voltar `a terra onde nasci. Lá revejo meus valores e, especialmente, no São João relembro das noites em que minha família fazia uma grande fogueira no portão de casa e ficávamos a noite contando histórias e cantando."

## Teatro
- 2015 - Lisbela e o Prisioneiro, o Musical
- 2010/ 2011/ 2012 - Agreste Malvarosa de Newton Moreno - Dir. Stephane Brodt e Ana Teixeira (Amok Teatro). "Eleita a melhor peça em cartaz pela Veja, Rio Jan.Fev.Mar 2010" ( Prêmio Funarte Myriam Muniz 2012/ Caixa Cultural Curitiba 2012/ POA em cena 2011, Caxias em Cena 2011)
- 2008 - A fabulosa corrida de Virgulino Lebre e Mestre Tratarugo. Dir. Lena Horn
- 2005 - Caos (Performance Festival de Arte - Fazenda Serrinha - SP) - Dir: Haroldo Alves/ Fabio Delduque
- 2004 - A mais bella história de Amor. Dir. Enrique Kaladan
- 2002 - O Santo Inquérito - Dir. Gilberto Grawonsky
- 2001 - A Metamorfose - Dir. Celina Sodré